# Великое (Вельский район)
Вели́кое — посёлок в Вельском районе Архангельской области России. Входит в состав Пуйского сельского поселения.

## География
Посёлок находится в южной части Архангельской области, в таёжной зоне, в пределах северной части Русской равнины, к западу от реки Пуя, на расстоянии примерно 50 км (по прямой) к северо-северо-востоку (NNE) от города Вельск, административного центра района. Абсолютная высота — 55 м над уровнем моря.
Климат
Климат характеризуется как умеренно континентальный, с прохладным и дождливым летом. Средняя температура воздуха самого холодного месяца (января) составляет −12,7 °C; самого тёплого месяца (июля) — 18 °C. Среднегодовое количество атмосферных осадков составляет 763,7 мм.
Часовой пояс
Посёлок Великое, как и вся Архангельская область, находится в часовой зоне МСК (московское время). Смещение применяемого времени относительно UTC составляет +3:00.

## Население
| 2002 | 2010 | 2012 | 2014 |
| ---- | ---- | ---- | ---- |
| 196  | ↘152 | ↗188 | ↗191 |

Национальный состав
Согласно результатам переписи 2002 года, в национальной структуре населения русские составляли 95 %.

## Улицы
| - ул. Комсомольская, - ул. Лесная, - ул. Новая, - ул. Первомайская, | - ул. Садовая, - ул. Смоленская, - ул. Советская, - ул. Школьная. |

## Инфраструктура
В посёлке действуют детский сад, фельдшерско-акушерский пункт, сельский клуб и отделение связи.